# Pawieł Pinigin
Pawieł Pawłowicz Pinigin (ros. Павел Павлович Пинигин; ur. 12 marca 1953 w Tioloj-Diring) – radziecki zapaśnik, mistrz olimpijski, świata i Europy w stylu wolnym.
W latach 70. był jednym z najlepszych zapaśników świata. W 1973 zajął drugie miejsce w Pucharze Świata w Toledo, przegrywając jedynie z Lloydem Keaserem (do 68 kg). Wicemistrz uniwersjady w 1973. Na przestrzeni lat 1975-1980 wygrywał wszystkie większe imprezy, w których brał udział. Trzykrotnie został mistrzem świata, raz mistrzem Europy. Osiągnął również złoto olimpijskie w 1976. Na igrzyskach w Moskwie zajął czwarte miejsce w kategorii do 74 kg.
W latach 1976 i 1977 wygrywał zawody Pucharu Świata w Toledo. W 1979 i 1980 zwyciężał w Grand Prix Niemiec. Był także dwukrotnym mistrzem ZSRR (1975, 1976).
Po zakończeniu kariery pracował w policji radzieckiej i rosyjskiej w Jakucku. Został też trenerem zapaśniczym i przewodniczącym Dynama Jakuck. Zaangażował się również w politykę, był przewodniczącym lokalnego oddziału partii Jedna Rosja oraz doradcą prezydenta Jakucji.
Jego żona Marija Pinigina była lekkoatletką, mistrzynią olimpijską w sztafecie 4 × 400 metrów z 1988.